# Споменик Јовану Цвијићу у Лозници
Споменик Јовану Цвијићу у Лозници, постављен је 1997. године у парку код гимназије Вук Караџић.
Скулптура представља Јована Цвијића, рад је Дринке Радовановић, вајара, урађен је у бронзи, са висином од три метра.